# Internazionali Femminili di Palermo 2022 - Qualificazioni singolare
Le qualificazioni del singolare degli Internazionali Femminili di Palermo sono un torneo di tennis preliminare per accedere alla fase finale della manifestazione. Le vincitrici dell'ultimo turno sono entrate di diritto nel tabellone principale. In caso di ritiro di una o più giocatrici aventi diritto, a queste subentrano i Lucky loser, ossia le giocatrici che hanno perso nell'ultimo turno ma che hanno una classifica più alta rispetto alle altre partecipanti che hanno comunque perso nel turno finale.

## Teste di serie
1. Ana Bogdan (entrata nel tabellone principale)
2. Qinwen Zheng (entrata nel tabellone principale)
3. Elina Avanesjan (qualificata)
4. Rebeka Masarova (qualificata)
5. Julia Grabher (ultimo turno)
6. Gabriela Lee (primo turno)

1. Jaimee Fourlis (ultimo turno)
2. Léolia Jeanjean (qualificata)
3. Anastasija Zacharova (primo turno)
4. Asia Muhammad (qualificata)
5. Carolina Alves (ultimo turno)
6. Anastasija Tichonova (ultimo turno)

### Qualificate
1. Marina Bassols Ribera
2. Asia Muhammad
3. Elina Avanesjan

1. Rebeka Masarova
2. Léolia Jeanjean
3. Matilde Paoletti

## Tabellone

### Legenda
| - Q = Qualificato - WC = Wild card - LL = Lucky loser | - ALT = Alternate - SE = Special Exempt - PR = Protected Ranking | - w/o = Walkover - r = Ritirato - d = Squalificato |

### Sezione 1
|  | Primo turno | Primo turno           | Primo turno           | Primo turno | Primo turno |  |  | Ultimo turno | Ultimo turno          | Ultimo turno          | Ultimo turno | Ultimo turno |  |
|  |             |                       |                       |             |             |  |  |              |                       |                       |              |              |  |
|  | Alt         | Marina Bassols Ribera | Marina Bassols Ribera | 6           | 6           |  |  |              |                       |                       |              |              |  |
|  | WC          | Dalila Spiteri        | Dalila Spiteri        | 2           | 3           |  |  | Alt          | Marina Bassols Ribera | Marina Bassols Ribera | 6            | 6            |  |
|  |             | Despina Papamichail   | Despina Papamichail   | 6           | 6           |  |  |              | Despina Papamichail   | Despina Papamichail   | 2            | 1            |  |
|  | 9           | Anastasija Zacharova  | Anastasija Zacharova  | 4           | 4           |  |  |              |                       |                       |              |              |  |

### Sezione 2
|  | Primo turno | Primo turno    | Primo turno    | Primo turno | Primo turno |  |  | Ultimo turno | Ultimo turno   | Ultimo turno   | Ultimo turno   | Ultimo turno |  |
|  |             |                |                |             |             |  |  |              |                |                |                |              |  |
|  | Alt         | Gabriela Cé    | Gabriela Cé    | 3           | 3           |  |  |              |                |                |                |              |  |
|  |             | Louisa Chirico | Louisa Chirico | 6           | 6           |  |  |              | Louisa Chirico | Louisa Chirico | Louisa Chirico |              |  |
|  | WC          | Lisa Pigato    | Lisa Pigato    | 65          | 2           |  |  | 10           | Asia Muhammad  | Asia Muhammad  | Asia Muhammad  | w/o          |  |
|  | 10          | Asia Muhammad  | Asia Muhammad  | 7           | 6           |  |  |              |                |                |                |              |  |

### Sezione 3
|  | Primo turno | Primo turno          | Primo turno      | Primo turno | Primo turno |  |  | Ultimo turno | Ultimo turno    | Ultimo turno    | Ultimo turno | Ultimo turno |  |
|  |             |                      |                  |             |             |  |  |              |                 |                 |              |              |  |
|  | 3           | Elina Avanesjan      | Elina Avanesjan  | 6           | 7           |  |  |              |                 |                 |              |              |  |
|  | WC          | Nuria Brancaccio     | Nuria Brancaccio | 4           | 5           |  |  | 3            | Elina Avanesjan | Elina Avanesjan | 6            | 7            |  |
|  |             | Francesca Di Lorenzo | 5                | 6           | 4           |  |  | 11           | Carolina Alves  | Carolina Alves  | 3            | 5            |  |
|  | 11          | Carolina Alves       | 7                | 2           | 6           |  |  |              |                 |                 |              |              |  |

### Sezione 4
|  | Primo turno | Primo turno           | Primo turno           | Primo turno | Primo turno |  |  | Ultimo turno | Ultimo turno    | Ultimo turno | Ultimo turno | Ultimo turno |  |
|  |             |                       |                       |             |             |  |  |              |                 |              |              |              |  |
|  | 4           | Rebeka Masarova       | 6                     | 2           | 6           |  |  |              |                 |              |              |              |  |
|  |             | Seone Mendez          | 4                     | 6           | 3           |  |  | 4            | Rebeka Masarova | 5            | 6            | 6            |  |
|  |             | Natal'ja Vichljanceva | Natal'ja Vichljanceva | 4           | 1           |  |  | 7            | Jaimee Fourlis  | 7            | 3            | 4            |  |
|  | 7           | Jaimee Fourlis        | Jaimee Fourlis        | 6           | 6           |  |  |              |                 |              |              |              |  |

### Sezione 5
|  | Primo turno | Primo turno     | Primo turno     | Primo turno | Primo turno |  |  | Ultimo turno | Ultimo turno    | Ultimo turno | Ultimo turno | Ultimo turno |  |
|  |             |                 |                 |             |             |  |  |              |                 |              |              |              |  |
|  | 5           | Julia Grabher   | Julia Grabher   | 6           | 6           |  |  |              |                 |              |              |              |  |
|  |             | Nadia Podoroska | Nadia Podoroska | 4           | 1           |  |  | 5            | Julia Grabher   | 4            | 6            | 2            |  |
|  |             | Elsa Jacquemot  | Elsa Jacquemot  | 4           | 3           |  |  | 8            | Léolia Jeanjean | 6            | 3            | 6            |  |
|  | 8           | Léolia Jeanjean | Léolia Jeanjean | 6           | 6           |  |  |              |                 |              |              |              |  |

### Sezione 6
|  | Primo turno | Primo turno          | Primo turno      | Primo turno | Primo turno |  |  | Ultimo turno | Ultimo turno         | Ultimo turno         | Ultimo turno | Ultimo turno |  |
|  |             |                      |                  |             |             |  |  |              |                      |                      |              |              |  |
|  | 6           | Gabriela Lee         | Gabriela Lee     | 5           | 2           |  |  |              |                      |                      |              |              |  |
|  | WC          | Matilde Paoletti     | Matilde Paoletti | 7           | 6           |  |  | WC           | Matilde Paoletti     | Matilde Paoletti     | 6            | 6            |  |
|  |             | Federica Di Sarra    | 6                | 5           | 3           |  |  | 12           | Anastasija Tichonova | Anastasija Tichonova | 3            | 4            |  |
|  | 12          | Anastasija Tichonova | 2                | 7           | 6           |  |  |              |                      |                      |              |              |  |